# Johanneskerk (Flensburg)
De Johanneskerk of Sint-Johanneskerk (Duits: Johanniskirche of Sankt Johannis-Kirche) is de kleinste en de oudste van de drie nog bestaande hoofdkerken in de Duitse stad Flensburg (Sleeswijk-Holstein). De kerk is gelegen in de gelijknamige wijk.

## Geschiedenis

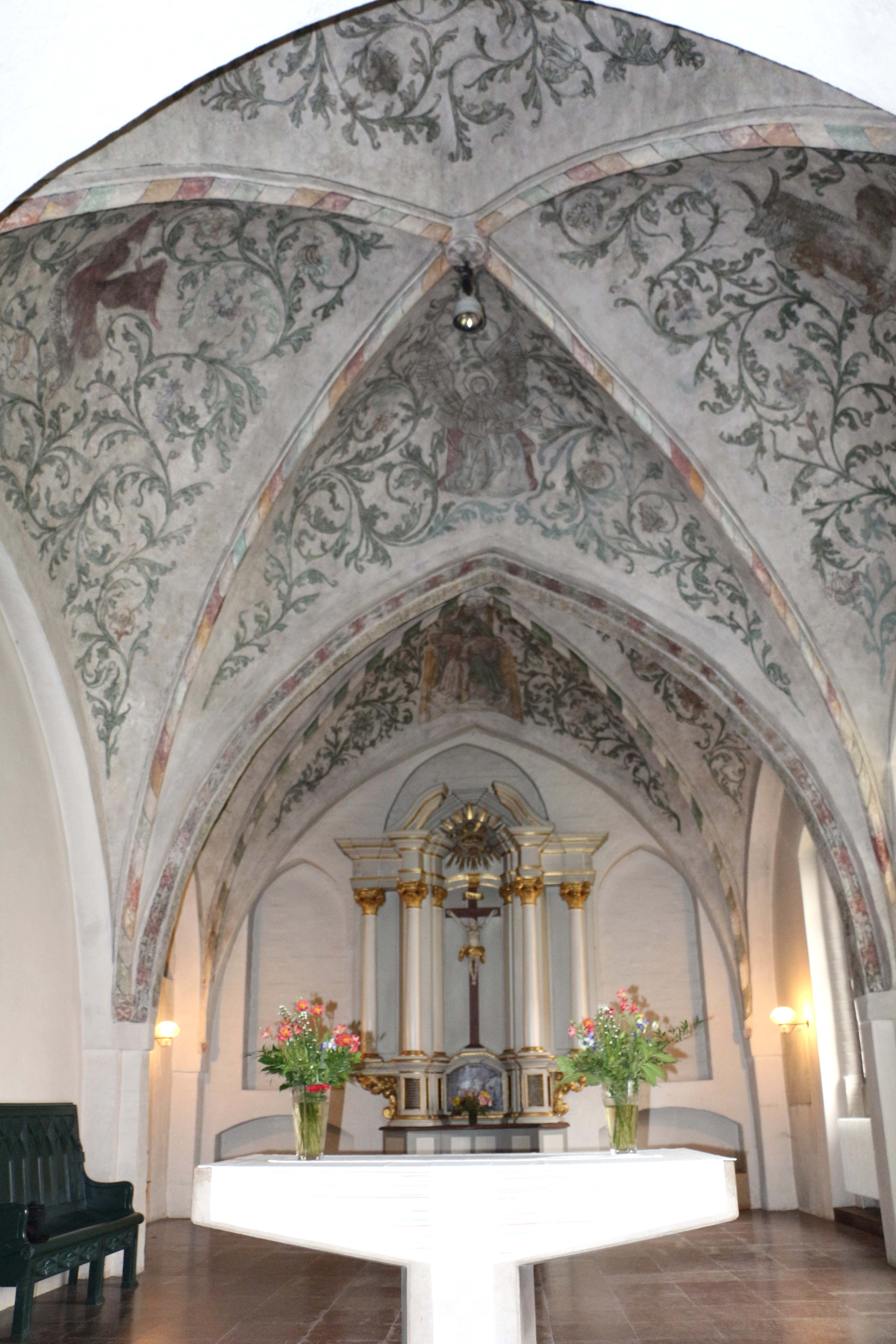
koor

De Johanneskerk ligt aan de rand van het centrum van Flensburg, buiten de vroegere stadsmuren. Het is de oudste kerk van de stad en is zelfs ouder dan de stad zelf. Met de bouw van de kerk in de stijl van de voor de streek Angeln karakteristieke veldsteenkerken werd in het jaar 1128 begonnen. Pas in de 13e eeuw ontwikkelden de naburige nederzettingen om de Mariakerk en Nicolaaskerk zich tot de machtige marktstad Flensburg. Lang bleef het stadsdeel rond de Johanneskerk een nederzetting van vissers en handwerklieden met een voorstedelijk karakter. In de 15e eeuw werd het houten balkenplafond vervangen door een gotisch gewelf en beschilderd door Peter Lykt. De gewelven van de altaar-ruimte en het kerkschip zijn beschilderd als de Hof van Eden met ranken en gestileerde bloemen.

## Beschrijving
De van oorsprong romaanse hallenkerk werd met veldstenen gebouwd en kreeg in de gotische periode grotere vensters. In dezelfde periode werd het koor verlengd waarbij men baksteen als bouwmateriaal gebruikte. Bezienswaardig zijn de gotische gewelven uit de 15e eeuw, die werden voorzien van beschilderingen. De fresco's werden ooit overgeschilderd en tegen het einde van de 19e eeuw herontdekt. Na de blootlegging volgde de restauratie. De kansel dateert uit het jaar 1587.
Oorspronkelijk bezat de kerk een houten klokkentoren. De huidige toren van de kerk werd in de barokke tijd opgericht.

## Kerkhof
Alhoewel het kerkhof van de kerk sinds 1813 niet meer wordt gebruikt nadat de gemeente een nieuw kerkhof had aangelegd (het tegenwoordige Alte Friedhof), is een deel ervan nog altijd als groenvoorziening bewaard gebleven. De historische bebouwing rond het kerkhof bleef aan de oostelijke en westelijke zijde grotendeels intact. In de jaren 1960 verdween echter de historische bebouwing aan de noordelijke zijde van het kerkplein. Aan de zuidelijke kant van de kerk werd in de jaren 1903-1904 een neogotische sacristie aangebouwd.